# Rally de Ourense de 2018
El Rally de Ourense de 2018 fue la 51.ª edición y la quinta ronda de la temporada 2018 del Campeonato de España de Rally. Se celebró del 7 al 9 de junio y contó con un itinerario de 10 tramos que sumaban un total de 182,54 km cronometrados. Es también la tercera cita de la Copa Suzuki, la segunda de la Copa Dacia Sandero y la cuarta de la Beca Júnior R2 y la Copa Suzuki Júnior.
Miguel Ángel Fuster que llegaba líder del campeonato empatado a puntos con Iván Ares se proclamó vencedor del rally tras una dura disputa con el propio Ares, que a pesar de marcar más scratch y liderar el prueba inicialmente no pudo hacer nada para evitar el triunfo de su rival. En la primera jornada del rally Ares marcó el mejor tiempo en el primer tramo, en el mismo en que uno de los aspirantes a la victoria, José Antonio Suárez que venía de vencer en las dos citas prevas (Canarias y Adeje) sufrió una salida de pista que le obligó a abandonar. Fuster tomaría el relevo en cabeza tras marcar el mejor crono en el tramo de Toén-Castrelo de Miño con una ventaja de seis segundos. El alicantino repitió hazaña en la siguiente especial de veinticinco kilómetros, distanciándose más de Ares su inmediato perseguidor en la clasificación provisional. Tercer marchaba Javier Pardo que le robaba el tercer cajón del podio a Surhayen Pernía. Ares marcaría el mejor tiempo en el último tramo antes de finalizar el primer día que terminaba con Fuster como líder claro con 22 segundos de ventaja. 
La mañana de la segunda jornada arrancaba con la celebración del TC+, donde se otorgaban puntos extra a los tres primeros clasificados, donde Ares fue el más rápido. En el siguiente se produjo el abandono de Surhayen Pernía tras sufrir una aparatosa salida de carretera y caer con su Hyundai por un barranco aunque sin consecuencias personales para él y su copiloto Rogelio Peñate. De esta manera Vinyes se hacía con la cuarta posición de la general. En el tramo de Melias Ares fue el más rápido pero luego en la primera pasada por Esgos, sufrió un pinchazo en la rueda trasera derecha que le dejó sin neumático y le provocó la pérdida de casi dos minutos, aunque sin ceder la segunda posición. En este mismo tramo se produjo el abandono de Javier Pardo que hasta ese momento rodaba tercero con una ventaja de casi un minuto sobre Joan Vinyes. Aunque Iván Ares pudo ser el más rápido en los dos tramos que faltaban por disputarse no pudo hacer nada por evitar el triunfo de Fuster. El podio lo completó Joan Vinyes (Suzuki Swift R+ N5) mientras que la cuarta plaza fue para Alberto Monarri con el Abarth 124 Rally RGT.

## Itinerario
| Día   | Tramo           | Nombre        | Distancia | Hora                | Ganador             | Tiempo  | Líder               |
| Día 1 |                 |               |           |                     |                     |         |                     |
| ----- | --------------- | ------------- | --------- | ------------------- | ------------------- | ------- | ------------------- |
| Día 1 | TC1             | A Peroxa      | 24,72 km  | 18:25               | Iván Ares           | 18:01.9 | Iván Ares           |
| Día 1 | TC2             | Toén-Castrelo | 15,00 km  | 19:35               | Miguel Ángel Fuster | 9:22.2  | Miguel Ángel Fuster |
| Día 1 | TC3             | A Peroxa      | 24,72 km  | 21:41               | Miguel Ángel Fuster | 17:45.2 | Miguel Ángel Fuster |
| Día 1 | TC4             | Toén-Castrelo | 15,00 km  | 22:51               | Iván Ares           | 9:27.8  | Miguel Ángel Fuster |
| Día 2 |                 |               |           |                     |                     |         | Miguel Ángel Fuster |
| TC5   | Esgos (TC plus) | 15,28 km      | 10:25     | Iván Ares           | 9:35.7              |         | Miguel Ángel Fuster |
| TC6   | Cañón do Sil    | 22,20 km      | 11:15     | Miguel Ángel Fuster | 14:05.5             |         | Miguel Ángel Fuster |
| TC7   | Melias          | 14,07 km      | 12:15     | Iván Ares           | 9:03.9              |         | Miguel Ángel Fuster |
| TC8   | Esgos           | 15,28 km      | 14:55     | Miguel Ángel Fuster | 9:40.7              |         | Miguel Ángel Fuster |
| TC9   | Cañón do Sil    | 22,20 km      | 15:45     | Iván Ares           | 14:41.1             |         | Miguel Ángel Fuster |
| TC10  | Melias          | 14,07 km      | 16:45     | Iván Ares           | 9:08.3              |         | Miguel Ángel Fuster |

## Clasificación final
| Pos. | Piloto                  | Copiloto               | Automóvil               | Tiempo    | Diferencia |
| ---- | ----------------------- | ---------------------- | ----------------------- | --------- | ---------- |
| 1.   | Miguel Ángel Fuster     | Ignacio Aviñó          | Ford Fiesta R5          | 2:01:46.3 | 0.0        |
| 2.   | Iván Ares               | José Antonio Pintor    | Hyundai i20 R5          | 2:03:28.2 | +1:41.9    |
| 3.   | Joan Vinyes             | Jordi Mercader         | Suzuki Swift Sport R+   | 2:05:58.0 | +4:11.7    |
| 4.   | Alberto Monarri         | Rodrigo Sanjuán        | Abarth 124 Rally RGT    | 2:10:40.0 | +8:53.7    |
| 5.   | Fran Cima               | Diego Sanjuán          | Renault Clio N5         | 2:11:11.4 | +9:25.1    |
| 6.   | Javier Bouza Díaz       | Iván Bouza lage        | Renault Clio RS R3T     | 2:16:07.8 | +14:21.5   |
| 7.   | Jan Solans              | Mauro Barreiro         | Peugeot 208 R2          | 2:16:47.1 | +15:00.8   |
| 8.   | Emilio Vázquez Pereiras | Héctor Rodríguez Gómez | Citroën ZX              | 2:17:24.0 | +15:37.7   |
| 9.   | Diego Félix             | Javier Menor           | Mitsubishi Lancer Evo X | 2:18:58.2 | +17:11.9   |
| 10.  | Alfredo Tamés           | Ramón Suárez           | Suzuki Swift Sport      | 2:19:24.9 | +17:38.6   |